# Another Day In The Diamond
«Otro Día en el Diamante»  —título original en inglés: «Another Day in The Diamond»— es el segundo episodio de la cuarta temporada de la serie de televisión posapocalíptica, horror Fear the Walking Dead. Se estrenó el 22 de abril de 2018. Estuvo dirigido por Michael E. Satrazemis y en el guion estuvieron a cargo de Andrew Chambliss & Ian Goldberg.
Esto episodio marca la primera aparición de Jenna Elfman como June, pero pasaría bajo el alias de Naomi durante el resto de la primera mitad hasta que revela su nombre en "No One's Gone".

## Trama
Madison, Nick, Alicia, Strand y Luciana son parte de una comunidad que vive en un estadio de béisbol. Nick está cultivando verduras, pero los gorgojos las están destruyendo. Madison y otros, excluyendo a Nick, se dispusieron a encontrar a la familia de Charlie, una niña de la comunidad. El grupo de Madison llega a una ciudad desierta y se separan para buscar. Madison y Alicia encuentran un campamento incendiado cerca de tanques de petróleo gigantes, que tiene una bandera blanca con el número "457". Madison se encuentra con una mujer llamada Naomi y Madison la invita a su comunidad. Por la noche, un gran convoy de camiones se acerca al estadio. Mel, el líder de un grupo conocido como los Buitres, acorrala a los caminantes fuera del estadio y los sube a un camión; luego se etiqueta "12". Madison sale a hablar con Mel y él le dice a Madison que sabe de su problema con el gorgojo, gracias a Charlie, quien se revela como un espía. Mel le ordena a Madison que les dé todos sus suministros o morirán por falta de recursos. Madison se niega y se aleja. Poniéndose al día con los eventos del episodio anterior: Luciana encuentra una bandera marcada con "51" en el camión SWAT de Althea y Alicia les ordena que los lleven al lugar donde encontraron la bandera.

## Recepción

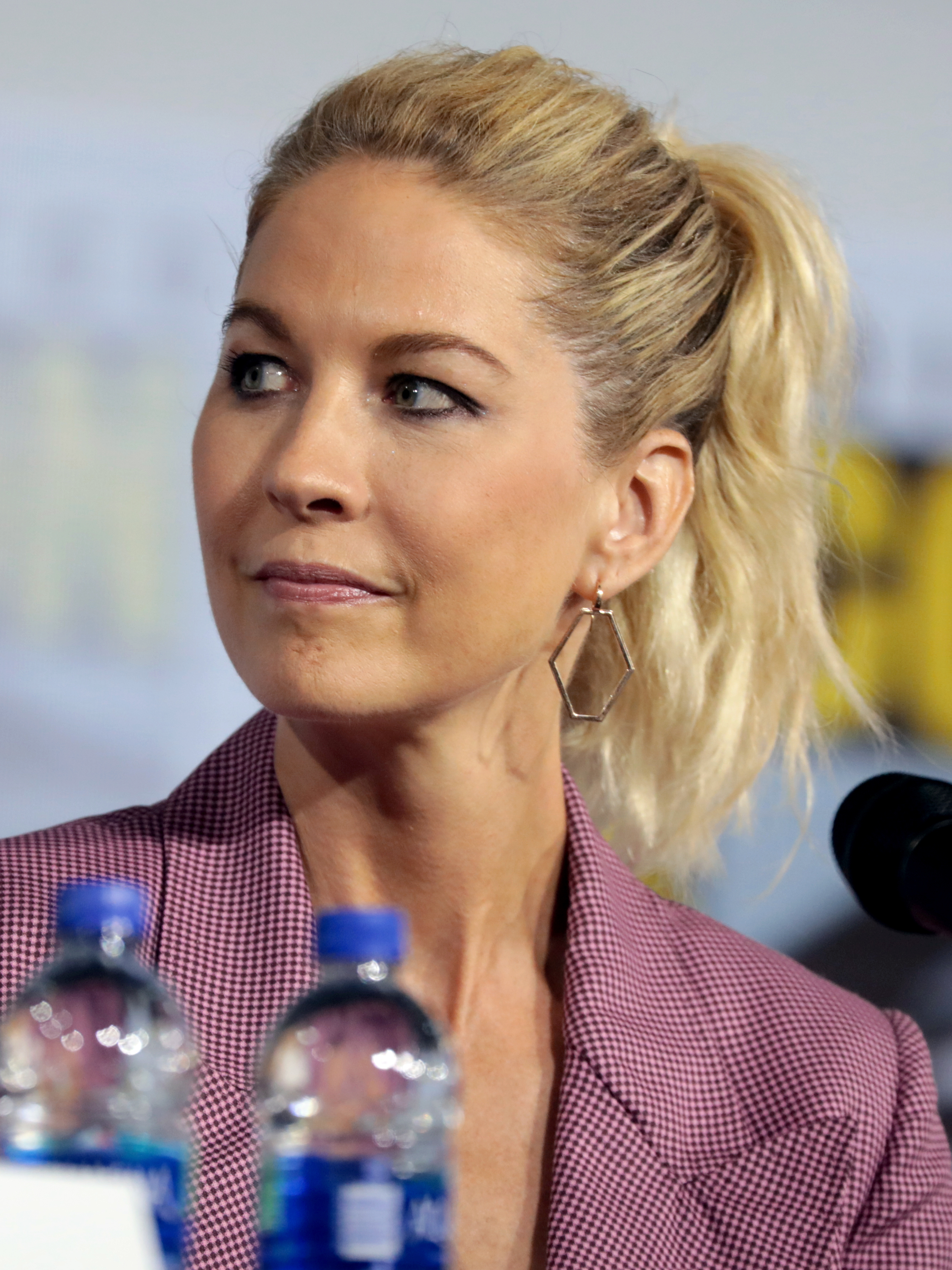
Jenna Elfman hizo su primera aparición en June en este episodio.

"Another Day in the Diamond" recibió críticas muy positivas de la crítica. En Rotten Tomatoes, "Another Day in the Diamond" obtuvo una calificación del 90%, con una puntuación promedio de 7.5/10 basada en 10 reseñas.

### Calificaciones
El episodio fue visto por 3,07 millones de espectadores en los Estados Unidos en su fecha de emisión original, muy por debajo de las calificaciones del episodios anterior de 4,09 millones de espectadores..